# Torridge (district)
Torridge est un district non-métropolitain situé dans le comté du Devon, en Angleterre. Son chef-lieu est Bideford.